# Fjelsø
 Fjelsø er en landsby i Himmerland med 200 indbyggere i byområdet (2024), beliggende i Fjelsø Sogn. Landsbyen hører til Vesthimmerlands Kommune og ligger i Region Nordjylland.
Fjelsø domineres af en sø midt i byen, som er gjort tilgængelig fra alle sider ved hjælp af de lokales frivillige arbejdskraft.
Nær byen ligger Steensbækgaard, hvor folketingsmedlem (Venstre) og fhv. borgmester (Aalestrup Kommune) Per Bisgaard er født og opvokset.
I Fjelsø ligger Fjelsø Kirke, og byen har egen skole (omdannet til friskole) og en integreret institution – Mariehønen – for børn fra 3 til 10 år.
Mange vil genkende Fjelsø fra de mange vognmandsforretninger i byen, bl.a. Børge Møller.
Indtil kommunalreformen i 2007 lå Fjelsø i Aalestrup Kommune, Viborg Amt.